# Сьнеґоцин
Сьнеґоцин (пол. Śniegocin) — село в Польщі, у гміні Радзаново Плоцького повіту Мазовецького воєводства. Населення — 76 осіб (2011). Він розташований приблизно за 4 кілометри (2 милі) на північ від Радзаново, за 15 км (9 миль) на північний схід від Плоцька та за 88 км (55 миль) на північний захід від Варшави.
У 1975—1998 роках село належало до Плоцького воєводства.

## Демографія
Демографічна структура станом на 31 березня 2011 року:
|          | Загалом | Допрацездатний вік | Працездатний вік | Постпрацездатний вік |
| -------- | ------- | ------------------ | ---------------- | -------------------- |
| Чоловіки | 37      | 7                  | 27               | 3                    |
| Жінки    | 39      | 8                  | 23               | 8                    |
| Разом    | 76      | 15                 | 50               | 11                   |